# Minitab
Minitab Statistical Software是一個統計套裝軟體，常被簡稱為 Minitab，由賓州州立大學的研究員Barbara F. Ryan, Thomas A. Ryan, Jr.，和Brian L. JoinerIt於1972年研發而成。
最初以OMNITAB（由美國國家標準技術研究所編寫的另一個統計分析軟體）的簡化本出現（OMNITAB的文件於1986年公佈，自此之後一直沒有顯著的發展）。
Minitab Statistical Software 由 Minitab 股份公司發行。Minitab 股份公司總部設立在賓夕法尼亞州大學城，並在英國考文垂（Minitab Ltd.）、法國巴黎（Minitab SARL）和澳大利亞雪梨（Minitab Pty）等地設有分公司。
目前，Minitab 的應用通常结合一些統計處理方法，如六標準差（Six Sigma）, 能力成熟度模型集成（CMMI），以及其他製程改善方法等。
該軟體的最新的版本Minitab 18提供了八種語言界面，包括英語、法語、德語、日文、韓文、葡萄牙語、簡體中文和西班牙語。
Minitab股份公司開發了另外兩個輔助軟體：一個e化學習系統 Quality Trainer，教授品質改善提升的統計工具和觀念，並結合 Minitab 18 操作練習，讓使用者能夠同時學習到統計知識，和使用Minitab 18軟體的能力；另一個 Companion by Minitab 軟體，結合管理六標準差和精實生產專案 (Six Sigma、Lean Six Sixma、Design For Six Sigma)的工具，讓 Minitab 的資料可以適用於專案管理及其他管理工具和文件中。

## 外部連結
- Minitab Inc. Homepage （页面存档备份，存于）
- Companion by Minitab （页面存档备份，存于）
- Quality Trainer by Minitab （页面存档备份，存于）
- Minitab Answers Knowledgebase （页面存档备份，存于）
- Roberts, Dennis. . Penn State.   [2010-02-25]. （原始内容存档于2012-05-26）.
- Minitab 15 basics （页面存档备份，存于）
- Minitab Application & Training （页面存档备份，存于）

## 延伸阅读
- Meyer, Ruth K.; David D. Krueger.  3rd. Upper Saddle River, NJ: Prentice-Hall Publishing. 2004. ISBN 978-0131492721.